# Kryptonim U.N.C.L.E.
Kryptonim U.N.C.L.E. (ang. The Man from U.N.C.L.E.) – amerykańsko-brytyjski film akcji z 2015 r. w reżyserii Guya Ritchiego; nakręcony na podstawie serialu telewizyjnego wytwórni MGM z 1964 r. o tym samym tytule; w którym główne role zagrali: Henry Cavill, Armie Hammer, Alicia Vikander, Elizabeth Debicki. W polskich kinach ukazał się 21 sierpnia 2015.

## Obsada
- Henry Cavill – Napoleon Solo
- Armie Hammer – Illya Kuryakin
- Alicia Vikander – Gaby
- Elizabeth Debicki – Victoria
- Luca Calvani – Alexander
- Sylvester Groth – Rudi
- Hugh Grant – Waverly
- Jared Harris – Sanders
- Christian Berkel – Udo
- Misha Kuznetsov – Oleg